# 結いの党
結いの党（ゆいのとう、英語: Unity Party）は、かつて存在した日本の政党。略称は、結い。

## 概要
みんなの党を除籍された江田憲司を代表として結成された。みんなの党に所属していた国会議員（衆議院議員9人、参議院議員6人の計15人）および地方議会議員の一部が参加した。
2013年12月18日結党。2014年9月21日、解党して日本維新の会と合併、維新の党を結成。

### 党名
党名は12月13日の準備会合にて、50以上の候補から絞られた「あしたの党」「新党ひびき」「正義党」「民権党」「結いの党」（五十音順）の5候補に対し、会合に出席した国会議員14人・秘書3人の計17人が2票ずつ無記名投票。その結果、「民権党」「結いの党」が各10票、「あしたの党」が7票、「新党ひびき」が5票、「正義党」が2票となり、その後、同数1位であった「民権党」と「結いの党」の2候補に対し、国会議員15人が電子メールによる決選投票を行い、「結いの党」に決定した。
「結いの党」は江田の発案によるもので、江田は「野党再編を明確にする党のため、各政党を結びつけ、束ねる結節点になり、野党連合勢力を結集していく意味合い」と説明した。

## 党史

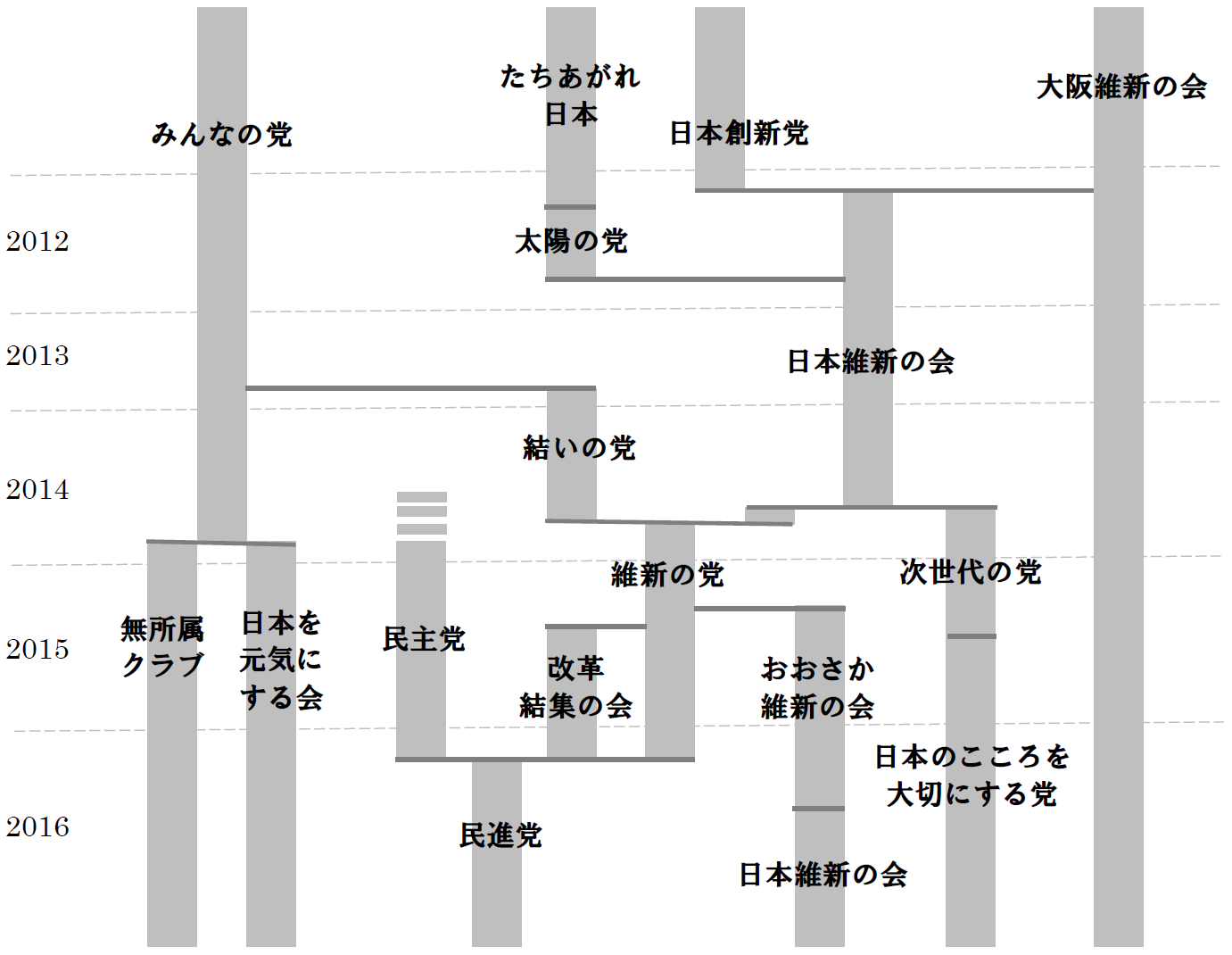
2010年代の第三極の離合集散

### 結党
2009年8月8日、渡辺喜美、江田憲司が中心となりみんなの党が結党されたが、2013年頃になると党運営や日本維新の会との合流を巡って代表・渡辺と幹事長・江田との党内対立が激化。8月7日に幹事長を解任された江田が年内の新党旗揚げへと動き、12月9日、江田を含めた衆議院議員8人・参議院議員6人の計14人がみんなの党へ離党届を提出した。12月18日に新党設立総会を開催、12月20日に政党設立届を総務省へ提出し、受理される。結党には、12月9日にみんなの党へ離党届を提出した14人と、8月23日にみんなの党を離党していた衆議院議員・柿沢未途の計15人の国会議員が参加した。設立総会では、「結いの党」の党名も発表された。
しかし、前所属政党であるみんなの党は、江田・柿沢を除く13名の比例代表で当選した衆・参議院議員について「みんなの党がいただいた議席なので、返していただきたい」として議員辞職を求めみんなの党院内会派からの離脱を拒否、江田は「仮に会派離脱が認められなければ、質問に立てず、全く国会活動できない」として会派離脱の許可を要求した。
翌2014年1月18日、「結いの党」結党大会を開き、野党勢力結集を目指すことを改めて表明した。これを受けてみんなの党は同月23日、衆議院においては各議員の対応について「本人の意思を尊重する」という申し合わせが成立し、衆議院議院運営委員長立ち会いの元で結いの党に移籍した議員7人に対し個別に事情聴取を行うことを条件にみんなの党会派離脱を認め、衆議院では新会派「結いの党」が誕生した。参議院でも遅れて会派離脱が認められ、2月14日に新会派「結いの党」が誕生した。
3月15日、結党メンバーであった藤巻幸夫が死去。当時のみんなの党比例名簿から藤巻に次ぐ順位であった田中茂が繰り上げ当選となり、田中はみんなの党に所属したため、結いの党は参議院の議席を1議席失った。

#### 地方の動き
東京都議会では2013年東京都議会議員選挙（6月23日実施）前後からみんなの党内での対立が表面化、国政よりも先に党が分裂した。同選挙ではみんなの党は選挙前の1議席から7議席へと大幅に党勢を伸ばした。江田・柿沢に近い野上幸絵が代表となり、7月23日に都議会事務局に会派「都議会みんなの党」の結成届を提出したが、会派の幹事長職を巡り議員間で対立が起こる。25日に渡辺派4議員の会派離脱が発表されたが、4議員は「会派離脱を了承した事実はない。離脱させられた」と反発、同日夜に4議員で会派「みんなの党」（4議席、両角穣代表）が結成され、みんなの党都議団はわずか3日で分裂した。以降両会派の並立状態が続いたが、国政政党の分裂後の2014年1月、「都議会みんなの党」は会派名を「都議会結いの党」（野上代表）に変更した。
江田の地元神奈川では、2014年1月、江田に近い神奈川県議会議員3人でが結いの党系の会派「かながわの未来を結ぶ会県議団」が結成された。4月にはみんなの党を離党し無所属となった2議員が入党、会派に加わり5議席となり、県議会交渉会派となった。

### 日本維新の会との連携と合併
結いの党は結党の経緯から、日本維新の会との合流を結党当初から求めていた が、維新共同代表の石原慎太郎が結いの党は「護憲政党で、手は組めない」と述べるなど、維新内部に合流反対派が存在した。維新内部の対立で「回答待ち」の状態が数か月続いたものの、5月になって維新も結いとの合流賛成、反対派で分党することが決定する（石原らは次世代の党を結成）。
4月25日、参議院で統一会派「日本維新の会・結いの党」を結成、7月9日には維新合流派の橋下徹共同代表が率いるグループと衆議院でも統一会派「日本維新の会・結いの党」を結成。上述の東京都・神奈川県議会でも、それぞれ2月に統一会派「都議会結いと維新」、5月に「結いの党・日本維新の会県議団」を結成した。
9月19日、日本維新の会との合併、維新の党の結党が発表された。21日に結いの党は解散 し、維新の党へ合流した。しかしながら維新の党は2015年10月に再び分裂（おおさか維新の会及び改革結集の会の結党）。結いの党出身議員のほとんどは維新の党に残留し、後に民主党を母体とする民進党に合流している。
民進党では、旧維新の党グループとして行動していたが、2016年民進党代表選挙において松野氏ら日本維新の会出身者との方針(松野氏ら日本維新の会出身者が前原支持、江田氏ら結いの党出身者が蓮舫支持)の違いから、結いの党出身者を中心とした、江田氏に近い議員により民権政経アカデミーを新たに旗揚げし分裂。日本維新の会出身者は創新会を旗揚げした。2017年9月民進党代表選挙でも、創新会は引き続き前原支持となり、民権政経アカデミーは（前原・枝野に加えた）第三の候補擁立を目指し、断念後も自主投票となるなど別行動となった。第48回衆議院議員総選挙において民進党が希望の党への合流を決め、その後立憲民主党が結党され分裂した際には、創新会・民権政経アカデミー共に、グループでなく各議員ごとに個別の対応を取った。その後、両グループ共に活動もなく、消滅している。

## 政策
「改革」や「反既得権益」を党の主軸としつつ自由主義・平和主義的な理念が目立つ。

## 役職

### 歴代役員
| 代表     | 副代表   | 幹事長   | 政策調査会長 | 衆議院国会対策委員長 | 参議院国会対策委員長 | 就任年月   |
| -------- | -------- | -------- | ------------ | -------------------- | -------------------- | ---------- |
| 江田憲司 | 寺田典城 | 小野次郎 | 柿沢未途     | 畠中光成             | 柴田巧               | 2013年12月 |

## 党勢

### 所属国会議員
※2014年3月16日現在の状況　衆議院議員9名、参議院議員5名
| 衆議院議員                 | 衆議院議員                | 衆議院議員             | 衆議院議員                 | 衆議院議員             |
| -------------------------- | ------------------------- | ---------------------- | -------------------------- | ---------------------- |
| 江田憲司 神奈川8区、衆4    | 柿沢未途 東京15区、衆2    | 林宙紀 比例東北、衆1   | 青柳陽一郎 比例南関東、衆1 | 椎名毅 比例南関東、衆1 |
| 井出庸生 比例北陸信越、衆1 | 小池政就 比例東海、衆1    | 井坂信彦 比例近畿、衆1 | 畠中光成 比例近畿、衆1     |                        |
| 参議院議員                 |                           |                        |                            |                        |
| 2016年改選                 | 小野次郎 比例代表、衆1参1 | 柴田巧 比例代表、参1   | 寺田典城 比例代表、参1     | 真山勇一 比例代表、参1 |
| 2019年改選                 | 川田龍平 比例代表、参2    |                        |                            |                        |

### 地方議会の勢力
- 地方議員：46名
  - 都道府県議会：8名
    - 東京都議会3名、神奈川県議会：5名

  - 政令指定都市議会：14名
  - 市区町村議会：24名
    - 市議会：19名
    - 特別区議会：4名
    - 町村議会：1名

## 結いの党後の動向
※解散時の所属国会議員数14名（衆議院議員9名、参議院議員5名）
衆議院議員
維新の党→民進党→希望の党へ
- 柿沢未途（→無所属→自由民主党）
- 井出庸生（→無所属→自由民主党）
- 井坂信彦 (→旧国民民主党→立憲民主党)
- 畠中光成（→無所属）

維新の党→民進党→旧立憲民主党へ
- 青柳陽一郎 (→立憲民主党)

維新の党→民進党→無所属へ
- 江田憲司（→立憲民主党)
- 林宙紀

維新の党→無所属へ
- 椎名毅

維新の党→おおさか維新の会→日本維新の会→希望の党へ
- 小池政就

参議院議員
維新の党→院内会派「民進党・新緑風会」
- 小野次郎（→無所属→立憲民主党）
- 柴田巧（→希望の党→日本維新の会）
- 寺田典城
- 真山勇一（→民進党→旧立憲民主党→立憲民主党）
- 川田龍平（→民進党→旧立憲民主党→立憲民主党)

- このほか、元職の在籍者に牧義夫（旧国民民主党→立憲民主党）、結いの党解党後の2014年衆院選で初当選した結いの党出身者に落合貴之、篠原豪（旧立憲民主党→立憲民主党）がいる。